# Feuilleton radiophonique

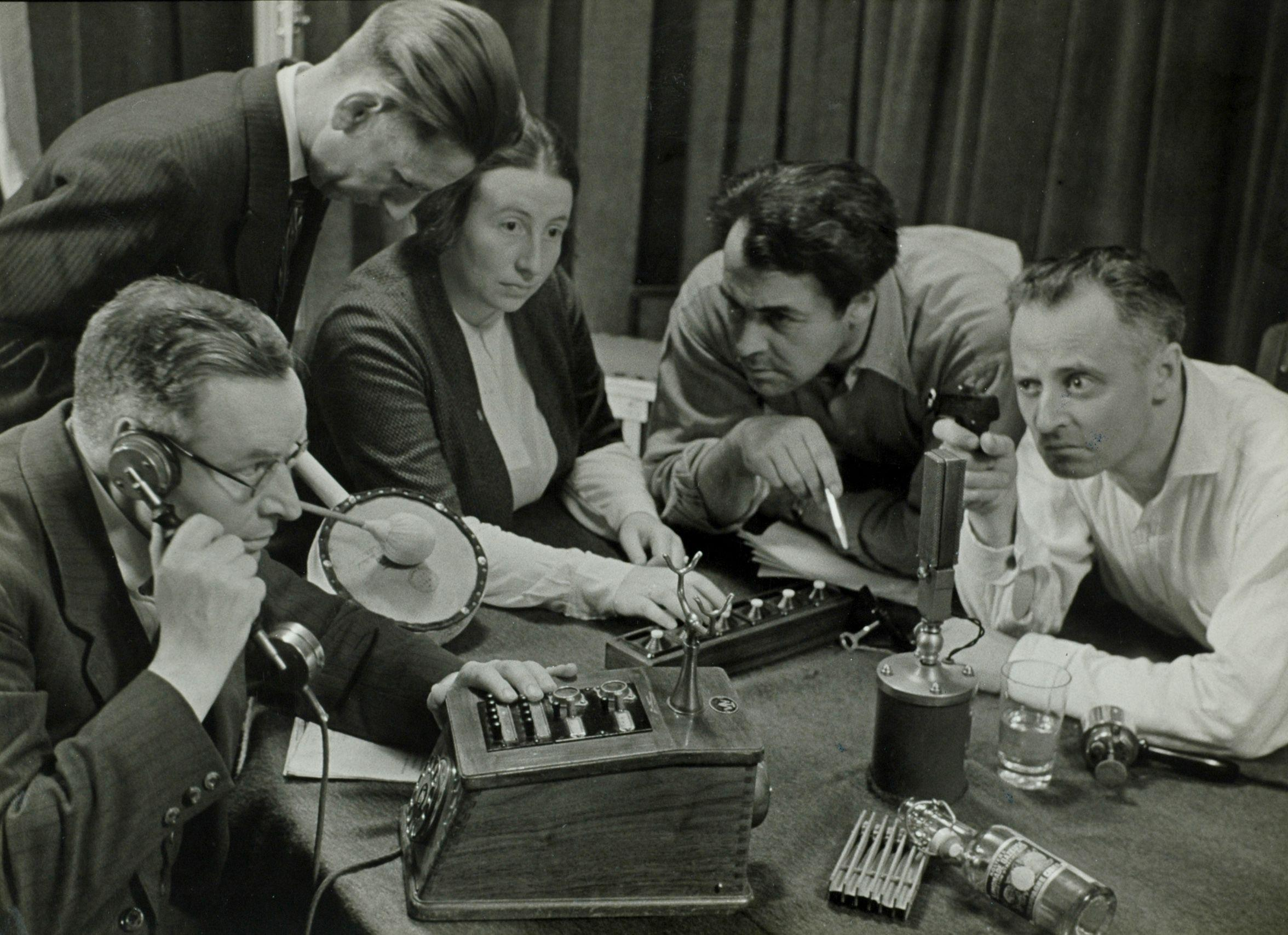
Enregistrement d'un feuilleton radiophonique aux Pays-Bas en 1949.

Le feuilleton radiophonique, aussi appelé feuilleton radiodiffusé, film radiophonique, radio-feuilleton ou radioroman, est un sous-genre de la dramatique radio. Souvent, mais non nécessairement œuvre de fiction, proche de la série, à cette différence que celui-ci est constitué d'une trame segmentée en épisodes dont chacun est la suite du précédent, tandis que la série est une succession d'histoires indépendantes ayant pour seul lien la présence d'un ou plusieurs personnages récurrents.

## Exemples

### Feuilleton radiophonique de fiction
- The Archers : diffusé depuis 1951 par la BBC.
- Signé Furax : feuilleton en 1 034 épisodes de 10 min, créé par Pierre Dac et Francis Blanche.

### Feuilleton mélangeant la fiction et les archives sonores
- Les Années de Pierre : diffusion sur RFI dans les années 2000.[réf. souhaitée]